# Eksponentiel ligning
|  | Sammenskrivningsforslag Artiklerne Eksponentiel vækst, Eksponentiel ligning, Eksponentiel udvikling er foreslået føjet ind i Eksponentiel udvikling. (Siden maj 2019) Diskutér forslaget Kort begrundelse: De handler om det samme. Evt. kunne det rent matematiske være under Eksponentialfunktion. |

En eksponentiel ligning, er en ligning hvori den ubekendte forekommer som eksponent. Et eksempel på en eksponentiel ligning er:
{\displaystyle 4^{x}+3=19}
Man kan løse en eksponentiel ligning ved at tage logaritmen på begge sider af lighedstegnet.
Eksempel
Vi kan prøve at løse ovenstående ligning. Først rykker vi 3 over på modsatte side.
{\displaystyle 4^{x}=16}
Herefter tages logaritmen på begge sider af lighedstegnet:
{\displaystyle \log(4^{x})=\log(16)}
Vi anvender logaritmeregnereglerne til at sætte x uden for parentes.
{\displaystyle x\cdot \log(4)=\log(16)}
{\displaystyle x={\frac {\log(16)}{\log(4)}}}